# Lehawim (stacja kolejowa)
Lehawim (hebr.: להבים – רהט) – stacja kolejowa w Lehawim, w Izraelu. Jest obsługiwana przez Rakewet Jisra’el.

Stacja znajduje się na zachód od Lehawim. Dworzec jest przystosowany dla osób niepełnosprawnych.

## Połączenia
Pociągi z Lehawim jadą do Naharijji, Hajfy, Tel Awiwu i Beer Szewy.